# Eremocaulon
Eremocaulon är ett släkte av gräs. Eremocaulon ingår i familjen gräs.
Kladogram enligt Catalogue of Life:
| Eremocaulon | \| \| Eremocaulon amazonicum \| \| \| \| \| \| Eremocaulon asymmetricum \| \| \| \| \| \| Eremocaulon aureofimbriatum \| \| \| \| \| \| Eremocaulon capitatum \| \| \| \| \| \| Eremocaulon setosum \| \| \| \| |
|             | \| \| Eremocaulon amazonicum \| \| \| \| \| \| Eremocaulon asymmetricum \| \| \| \| \| \| Eremocaulon aureofimbriatum \| \| \| \| \| \| Eremocaulon capitatum \| \| \| \| \| \| Eremocaulon setosum \| \| \| \| |
|             | Eremocaulon amazonicum |
|             | |
|             | Eremocaulon asymmetricum |
|             | |
|             | Eremocaulon aureofimbriatum |
|             | |
|             | Eremocaulon capitatum |
|             | |
|             | Eremocaulon setosum |
|             | |

## Bildgalleri

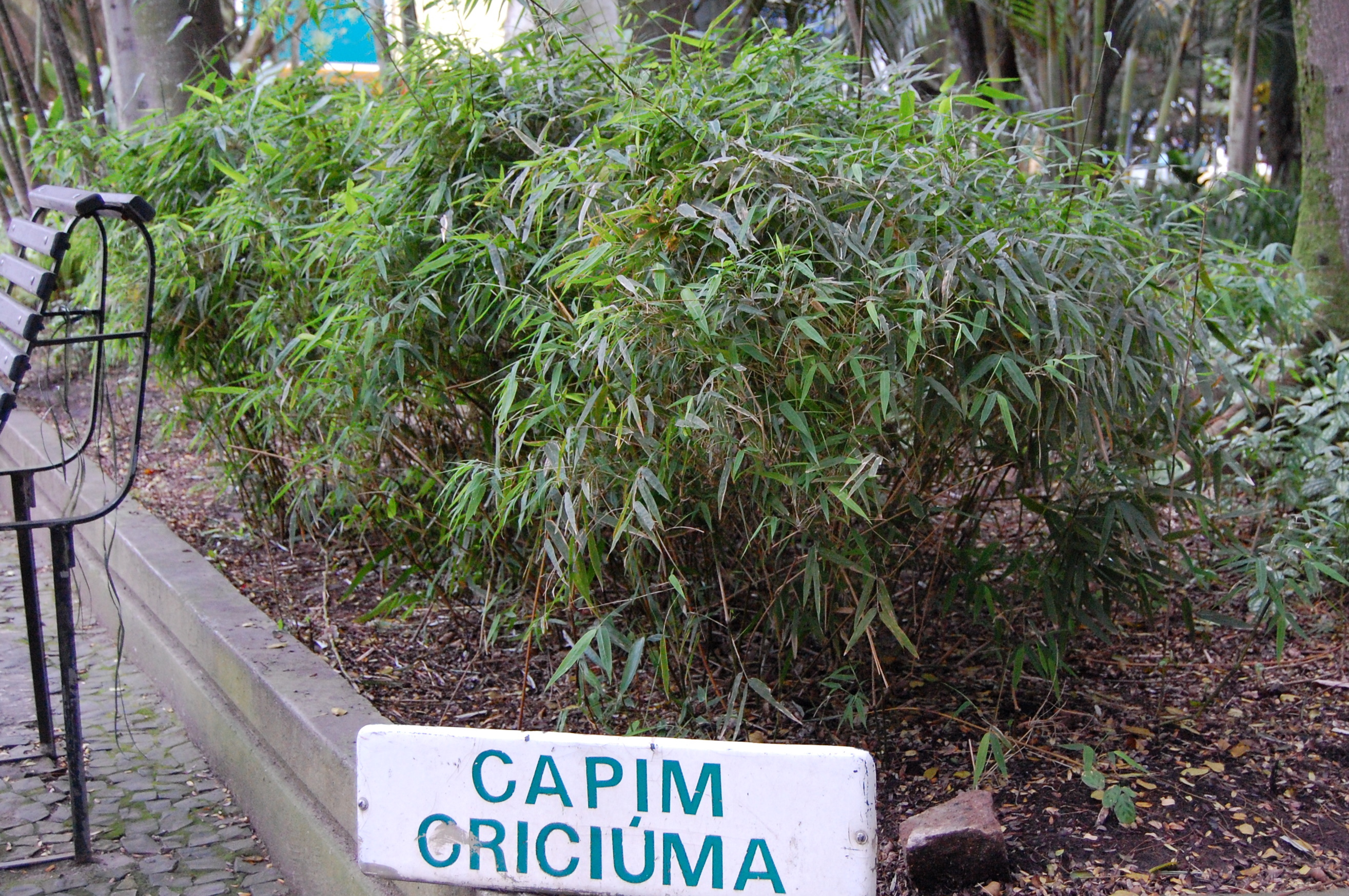